# Carola Blitzman Eisenberg
Carola Blitzman Eisenberg (Buenos Aires, 1 de diciembre de 1923-Lincoln, 11 de marzo de 2021) fue una médica nacida en la Argentina y nacionalizada estadounidense en 1949.
Retirada siguió participando activamente en trabajos de derechos humanos a través de Médicos por los Derechos humanos (por su acrónimo en inglés: PHR), el "Instituto por el Mejoramiento de atención de la Salud " (IHI), y además, decana de estudiantes del MIT (la primera mujer en tener esa posición en el MIT), y luego de 1978 a 1990, decana de Asuntos Estudiantiles de la Escuela Médica de Harvard. Fue durante mucho tiempo Lecturer en el recién renombrado Departamento de Salud Global y Medicina Social en la HMS (anteriormente Departamento de Medicina Social).  Es también Psiquiatra honoraria del Massachusetts General Hospital en Boston, una posición de larga data.
Nacida en Buenos Aires, Argentina; y fue cofundadora de Médicos por los Derechos humanos, y actualmente su vicepresidente y presidenta de su Comité de asilo. Su disertación de defensa de tesis "Un estudio histológico de la enfermedad de Tay-Sachs" la presentó en 1944 para su doctorado en la Universidad de Buenos Aires. También en 1935, se graduó de la Escuela de Trabajo Social Psiquiátrico, en el Hospicio de Las Mercedes, Buenos Aires.
Entre mediados de los años 1970 y principios de los años 1980, durante el terrorismo de Estado en Argentina en las décadas de 1970 y 1980", ella tenía sumo miedo de hablar porque sus palabras podrían poner en peligro las vidas de sus amigos y familiares en Argentina. Algunos de sus amigos ya habían sido asesinados en plena luz del día en Buenos Aires. Así que, canalizó su indignación moral por Chile y El Salvador, donde podía darse el lujo de ser mucho más abierta.
Después de recibir su título de médico en la Universidad de Buenos Aires y formarse psiquiátricamente en el Hospicio De Las Mercedes (hoy Hospital Interdisciplinario Psicoasistencial José Tiburcio Borda), emigró a EE. UU. y se convirtió en Miembro en Psiquiatría Infantil en el Johns Hopkins Hospital, Johns Hopkins Medical School, Baltimore, Maryland.
Posee licencia para ejercer medicina (psiquiatría) en Maryland, desde 1955, y en Massachusetts, desde 1971.
Entre 1958 a 1967, fue miembro de la Facultad de la Johns Hopkins Medical School desde antes de convertirse del equipo de psiquiatras en el Servicio de Salud para Edtudiantes del Instituto Tecnológico de Massachusetts (MIT). De 1972 a 1978, fue Secretaria universitaria De Estudiantes del MIT, la primera mujer en ocupar esa posición y la primera en servir en el Concejo Académico, el nivel más alto rigente de autoridad académica. En 1978, después de dejar el MIT, fue nombrada Secretaria de Asuntos Estudiantiles de la Escuela Médica de Harvard (HMS), donde trabajó por doce años: de 1978 a 1990. Y de 1990 a 1992, fue Directora de los Programas Internacionales para Estudiantes de Medicina, del HMS.
A lo largo de su carrera, fue consultora en la Organización Panamericana de la Salud (OPS) (1979), Swarthmore College (1984), División de Salud Mental de la Organización Mundial de la Salud (1985), Comité de Derechos Humanos y Práctica Médica, Colegio de Médicos de EE. UU. (1989–1993), National Institutes of Health (1992), Oficina del Cirujano General de Estados Unidos, Departamento de Salud y Servicios Humanos (1992), Consejo Nacional de Investigación de la Academia Nacional de Ciencias, Y la Academia Nacional de Ingeniería (1992–1996), y en el National Institutes of Health (1995–1998).
Ha sido miembro de misiones de Derechos humanos en El Salvador, Chile, Paraguay. Cofundó y sirvió como vicepresidenta de "Médicos por los Derechos Humanos", con sede en Cambridge, Massachusetts, y presidenta de Club de los examinadores de Boston. Sirvió en el Comité de Mujeres de Ciencias e Ingeniería del Consejo Nacional de Investigación de la Academia Nacional de Ciencias y actualmente es miembro del Comité Asesor de la Oficina de Investigación en Salud de la Mujer de la National Institutes of Health.
Es miembro del Club de los examinadores de Boston y activa tanto en el Instituto con sede en Cambridge para el Mejoramiento de la atención de la Salud y del Proyecto de Historia oral  de la Fundación para la Historia de las Mujeres en Medicina, y es activista en Derechos humanos.
Es la viuda del fallecido Leon Eisenberg, MD, Profesor Presley de Medicina Social y Profesor Emérito de Psiquiatría en el Departamento de Salud Global y Medicina Social de la Escuela Médica de Harvard de Boston. Como la esposa del fallecido Manfred Guttmacher (hermano de Alan Frank Guttmacher), es la madre de Laurence B. Guttmacher, MD, quien es Profesor de Clínica de Psiquiatría y Humanidades Médicas; además de Dean Asesor de la Universidad de Rochester, Facultad de Medicina (URMC), y de Alan Edward Guttmacher, MD, que sucedió a Francis Sellers Collins (como Director del National Institutes of Health) y Director Interino del Instituto Nacional de Estudios del Genoma Humano (NHGRI) del NIH, y desde el 1 de diciembre de 2009, ha sido directora interina, y luego directora del Instituto Nacional de Salud Infantil y Desarrollo Humano Eunice Kennedy Shriver (NICHD), también del NIH.

## Flecha del tiempo - cronología de Carola Eisenberg
- 1923: nace en Buenos Aires, Argentina
- 1949: naturalizada ciudadana estadounidense
- Julio de 1947 a junio de 1950: Hospital Johns Hopkins, psiquiatra, Departamento ambulatorios
- Julio de 1951 a junio de 1953: Dto. de Educación, Ciudad de Baltimore, Consultora en psiquiatría
- Julio de 1955 a junio de 1959: Universidad de Maryland, instructora en psiquiatría
- Julio de 1957 a junio de 1967: Park School of Baltimore, Consultora en psiquiatría, Baltimore
- Johns Hopkins Medical School
- Julio de 1958 a junio de 1966: instructora en psiquiatría y pediatría
- Julio de 1966 a octubre de 1967: profesora adjunta de Psiquiatría y Pediatría
- Julio de 1960 a agosto de 1967: Hospital Sheppard Pratt: consultora en Psiquiatría
- Julio de 1955 a agosto de 1967: práctica privada de Psiquiatría Infantil y Adolescente, Baltimore
- 1968 a junio de 1972: Massachusetts Institute of Technology: personal de Psiquiatría
- Julio de 1972 a junio de 1978: Massachusetts Institute of Technology, Secretaría de Asuntos Estudiantiles
- Julio d 1968 a hoy: Massachusetts General Hospital, consultora en Psiquiatría
- Julio de 1969 a junio de 1992: Hospital McLean, consultora psiquiatra
- Escuela Médica de Harvard, 1968 a hoy
- Julio de 1968 a junio de 1996: profesora de Psiquiatría
- Julio de 1996 a 2008: profesora de Medicina Social
- Julio de 1978 a junio de 1990: Secretaria de Asuntos Estudiantiles
- Julio de 1990 a junio de 1992: directora de Programas Internacionales de Estudiantes de Medicina
- 1992–2006: práctica privada psiquiátrica, Boston,
- 1997: a través del PHR, correceptora del Nobel de la Paz por la Campaña Internacional para la Prohibición de las Minas Antipersona del PHR
- 2000: Asociación Psiquiátrica de Massachusetts
- 2002: Galardón FHWIM Morani Renaissance Woman[3] para "honrar a una mujer médica o a una científica destacada en", Fundación de Historia de la Mujer en Medicina, Drexel Medical School[4]
- 2005: galardón a la Trayectoria, de la Sociedad Psiquiátrica de Massachusetts
- 2005: galardón de Derechos Humanos, Asociación Estadounidense de Psiquiatría (APA)[5][6]
- 2009: galardón George Eastman, Universidad de Rochester
- 2009: Premio al Servicio Distinguido, Asociación Estadounidense de Psiquiatría, San Francisco
- 2010: se crea el Galardón Leon & Carola Eisenberg, de "Médicos por los Derechos Humanos"

## Otros honores
- HMS Mención de $25,000 Premio en honor de la Dra. Carola Eisenberg, ex Secretaria Estudiantil de la HMS.
- "Perfiles de Mujeres destacadas" incluidas en New dimensions in women's health, por Linda Lewis Alexander, Judith H. Larosa, Helaine Bader, Susan Garfield
- 28 de abril de 2010: la Dra. Carola Eisenberg presentó el primer galardón anual Leon Eisenberg del Programa en Salud Mental y Discapacidades del Desarrollo (MH/DD), Children's Hospital Boston. Es invitada de honor cada año por el Galardón anual Eisenberg, en la cena de presentación, sostenida por el MIT Faculty Club de Cambridge, Massachusetts
- 10 de octubre de 2010, Tributo a la Dra. Carola Eisenberg: miembro fundante, de alma visionaria, Harvard Faculty Club, Cambridge, MA. Patrocinado por "Médicos por los Derechos Humanos", de la que fue miembro fundadora
- Psiquiatra Honoraria del Hospital General de Massachusetts (MGH).

## Juntas
- American Psychiatric Association (Life Fellow): Council on Emerging Issues, 1974–79; Committee on International Abuse of Psychiatry and Psychiatrists, 1991–94; Committee on Human Rights, 1994; Vice Chair, Council on International Affairs, 1995–98
- American Orthopsychiatric Association (Life Fellow); Program Committee, 1967–70
- Foundation for the History of Women in Medicine, Board of Directors
- Center for the History of Medicine, Harvard Medical School, Women’s History Committee
- "Médicos por los Derechos Humanos" (PHR), cofundadora: vicepresidenta, de 1990 a 1999; Chair, Asylum Network, 2000-

## Otras afiliaciones
- DRCLAS - the David Rockefeller Center for Latin American Studies
- American Psychiatric Association (Life Fellow): Council on Emerging Issues, 1974–79; Committee on International Abuse of Psychiatry and Psychiatrists, 1991–94; Committee on Human Rights, 1994; Vice Chair, Council on International Affairs, 1995–98
- American Orthopsychiatric Association (miembro vitalicia): Comité de Programa, 1967–70
- Association for Adolescent Psychiatry
- American Association of Medical Colleges
- Massachusetts Medical Society (miembro)
- Massachusetts Psychiatric Society, Inc. (Council)
- Aesculapian Club of Escuela Médica de Harvard.
- American Association of University Professors
- American Women's Medical Society
- American Association for the Advancement of Science
- American Association of University Women
- Association of Women in Science, Inc.
- Examiners Club, Boston; President, 1992–2001
- Hospital General de Massachusetts (MGH), psiquiatra honoraria
- Institute for Healthcare Improvement (IHI), Cambridge, MA

## Otras conferencias profesionales y académicas
- Women's Rights are the Key to Human Rights, 1999, CWPH Networking Breakfasts & Conferences, Center for Women's Professional Health. Lexington, MA
- Carola Eisenberg addresses Student PHR at Dartmouth College, marzo de 2008

## Misiones de derechos humanos (con la PHR)
- El Salvador, enero de 1983
- Chile, julio-agosto de 1986
- Paraguay, mayo de 1988
- El Salvador, junio de 1989